# Gnoséologie
Ne doit pas être confondu avec Gnose ou Gnosticisme.
« Gnoséologie » est un terme de philosophie plus ou moins usité selon les pays, les langues et les époques, pour parler de la théorie de la connaissance.

## Étymologie
Le terme vient du grec ancien γνῶσις/gnosis « connaissance » et λόγος / lógos « discours ».
Il fut introduit dans Sciagraphia encyclopaediae philosophicae en 1769 par Alexander Gottlieb Baumgarten pour désigner la connaissance de la connaissance,. Pour lui, la gnoséologie comprend deux parties :
1. La logique concerne la connaissance intellectuelle
2. l'esthétique concerne la connaissance sensible.

## Définitions

### Définition générale
Lalande définit la gnoséologie comme la « théorie de la connaissance »,.
Le Trésor de la langue française définit également la gnoséologie comme la « théorie de la connaissance en général » en se référant à Lalande (1968).
Le Dictionnaire historique de la langue française donne comme équivalent de gnoséologie la « théorie de la connaissance » en se référant à son tour au T.L.F.

#### Autres dictionnaires et ouvrages
En 2023 la plupart des dictionnaires spécialisés ou non donnent gnoséologie comme un équivalent de théorie de la connaissance, c'est-à-dire de l'étude de la connaissance,,,,,.

### Variations
On retrouve également les variations suivantes :
- Le concept de gnoséologie est encore confondu avec l'épistémologie (qui en est une des composantes) ou l'ontologie (qui en est une des hypothèses constitutives)[13].
- Théorie métaphysique de la connaissance[14].
- Le Grand dictionnaire de la philosophie ajoute la nuance que la gnoséologie ne cherche pas à connaitre les limites de la connaissance mais décrit les processus d'élaboration de la connaissance[12].

### Un terme historique qui n'a pas toujours été bien défini
Dans la version de 1926 du Vocabulaire technique et critique de la philosophie, une remarque d'André Lalande précise en bas de page que le mot « Gnoséologie » nécessiterait « d'être précisé d'un commun accord, car il se fait beaucoup de confusions, surtout d'une langue à l'autre, entre Épistémologie, Erkenntnislehre,  Gnoseology,   Dottrina della conoscenza, etc., pour désigner cette partie de la philosophie qui étudie le fait de la connaissance dans ses conditions et dans ses résultats, a priori et a posteriori ».

#### Confusion avec «Epistemology»
Le terme recouvre la traduction exacte de l'anglais epistemology, ce qui a entraîné et qui entraîne encore une confusion de la gnoséologie avec l'épistémologie qui « bien qu'elle en soit l'introduction et l'auxiliaire indispensable » se distingue de la première « en ce qu'elle étudie la connaissance dans le détail et a posteriori, dans la diversité des sciences et des objets plutôt que dans l'unité de l'esprit ».
Au début XXe siècle régnait une confusion particulière entre les deux termes :
- Ainsi d'après le Vocabulaire technique et critique de la philosophie, James Mark Baldwin (Dictionary of philosophy and psychology) entend par « gnosiologie » « “l'analyse systématique des concepts employés par la pensée pour interpréter le monde”, y compris la critique de l'acte de connaître, considéré quant à sa valeur ontologique », alors qu'il entend par « épistémologie » « la théorie de la connaissance au sens le plus général du mot : “origine, nature et limites de la connaissance” »[3].
- Mais selon Lalande, l'étymologie ne correspondrait pas à cet usage : « Épistémologie désigne proprement l' étude des sciences, considérées comme des réalités qu'on observe, qu'on décrit et qu'on analyse »[3]. Il serait préférable de « fixer davantage le sens » du mot épistémologie en s'en servant « pour désigner l'étude a posteriori des concepts, méthodes, principes, hypothèses des sciences » et même « l'étude de leur développement réel et historique, en un mot tout ce qu'on réunit sous la désignation un peu vague de philosophie des sciences »[3]. Au contraire, gnoséologie « s'appliquerait bien par son étymologie à l'analyse réflexive de l'acte ou de la faculté de connaître, étudié en général et a priori par une méthode analogique à celle de Kant ». Toujours d'après le Lalande, ce sens est aussi plus conforme à celui qu'attribue Cesare Ranzoli (Dizionario di Scienze filosofiche) au terme italien Gnoseologia : « Gnoséologie, ou recherche sur les origines, la nature, la valeur et les limites de la faculté de connaître »[3].

## Répartition géographique du terme
Le Lalande donne comme équivalents au terme « Gnoséologie » ou « Gnosiologie » : en anglais Gnosiology ; en allemand Gnoseologie (Baumgarten; actuellement inusité) ; en italien Gnoseologia (très usuel).